# Berzsenyi Júlia
Berzsenyi Júlia, Bula Julianna (Nikla, 1850. március 17. (keresztelés) – Kecskemét, 1939. július 19.) színésznő, operett- és népszínműénekes, komika.

## Pályafutása
Bula Borbála asztalos törvénytelen leányaként született. 1865-67-ben a Bényei István–Laczkó-társulatánál Pécsett szerepelt pályája kezdetén. Később két évadot töltött a budai Népszínháznál. Mint énekesnő Szegeden kezdte meg szereplését, Aradi Gerőnél, ahol a »Pajkos diákok«-ban nagy sikere volt. Onnan Debrecenbe került. 1880-ban újra Budán volt Károlyi Lajosnál. Kassán négy éven át komika-szerepben működött, 1891 tavaszától Krecsányi Ignác társulatában játszott. Az ország valamennyi nagyobb színpadán vendégszerepeit, tisztelői Blaha Lujza méltó társaként emlegették, aki természetes, csiszolt játékával, soha nem látott női szépségével hódított meg mindenkit. 1905. március 30-án nyugalomba ment Temesvárt. »Boccaccio« Petronella szerepében búcsúzott el a színpadtól. 1896-ban kötött házasságot Wiszt Károllyal, a kecskeméti törvényszék irodatisztjével, majd Kecskemétre költözött, ahol az Ótemető-utcában lakott. 1910. november 14-én férje elhunyt 75 évesen. Ezután 29 évet élt özvegyként. Még évekkel halála előtt mindent elrendezett, ami a temetéséhez tartozott. Őmaga választotta ki fekete érckoporsóját. Megtakarított pénzéből 500 pengőt hagyományozott az Országos Szinészegyesület nyugdíjasainak. Halálát végelgyengülés okozta 89 éves korában. Temetésén megjelent Kecskemét város képviseletében dr. Szabó Ambrus városi könyvtáros, valamint a Kecskeméten lakó nyugdíjas színészek. A temetési szertartást Kovács Sándor pápai prelátus végezte nagy papi segédlettel, a szertartáson közreműködött Póta Aladár főkántor. Kecskeméten, a Budai-úti római katolikus temetőben nyugszik.

## Fontosabb szerepe
- Petronella (Suppé: Boccaccio)

## Működési adatai
1869 és 1872: Aradi Gerő; 1870: Debrecen; 1871: Szabadka; 1878: Polgár Gyula; 1879: Bényei István; 1880: Lászy Vilmos; 1881: Károlyi Lajos; 1882: Bokor József; 1883: Bogyó Alajos; 1884–86: Tóth Béla; 1886: Balogh Árpád; 1887: Balassa Károly; 1888–92: Tiszay Dezső.